# Zuni
Zuni – plemię Indian Ameryki Północnej z grupy Pueblo. Większość Zuni zamieszkuje wioskę (pueblo) w stanie Nowy Meksyk w Stanach Zjednoczonych. Jedno z niewielu plemion amerykańskich, które nigdy nie zostały zmuszone do zmiany miejsca zamieszkania.
W roku 1539 franciszkanin Marcos z Nicei oglądał z oddali wioskę tubylców nad rzeką nazwaną później Zuni, a następnie wrócił do Meksyku, informując o wielkich miastach należących do mitycznej krainy Cibola. Na podstawie jego relacji przygotowana została ekspedycja pod wodzą hiszpańskiego konkwistadora Coronado, która wyruszyła na północ w rok później. Coronado nie znalazł srebra ani złota, a „Siedem Miast Ciboli” okazało się biednymi, choć – jak na warunki północnoamerykańskie – obszernymi osiedlami z suszonej na słońcu cegły adobe.
Zuni to społeczność rolnicza, uprawiająca kukurydzę, bawełnę, fasolę i dynię, hodująca kozy, owce i osły, znana z garncarstwa, spokojna i pokojowo nastawiona do białych. Jedyny zryw, w jakim wzięli udział, to powstanie przeciwko Hiszpanom w roku 1680. Byli prawdopodobnie pierwszymi Indianami, którzy udomowili indyka.
W XX wieku poddani procesom asymilacji i amerykanizacji, zachowali po części dawne tradycje, język, organizację społeczną i elementy tradycyjnego stylu życia.